# Rockingham (Karolina Północna)

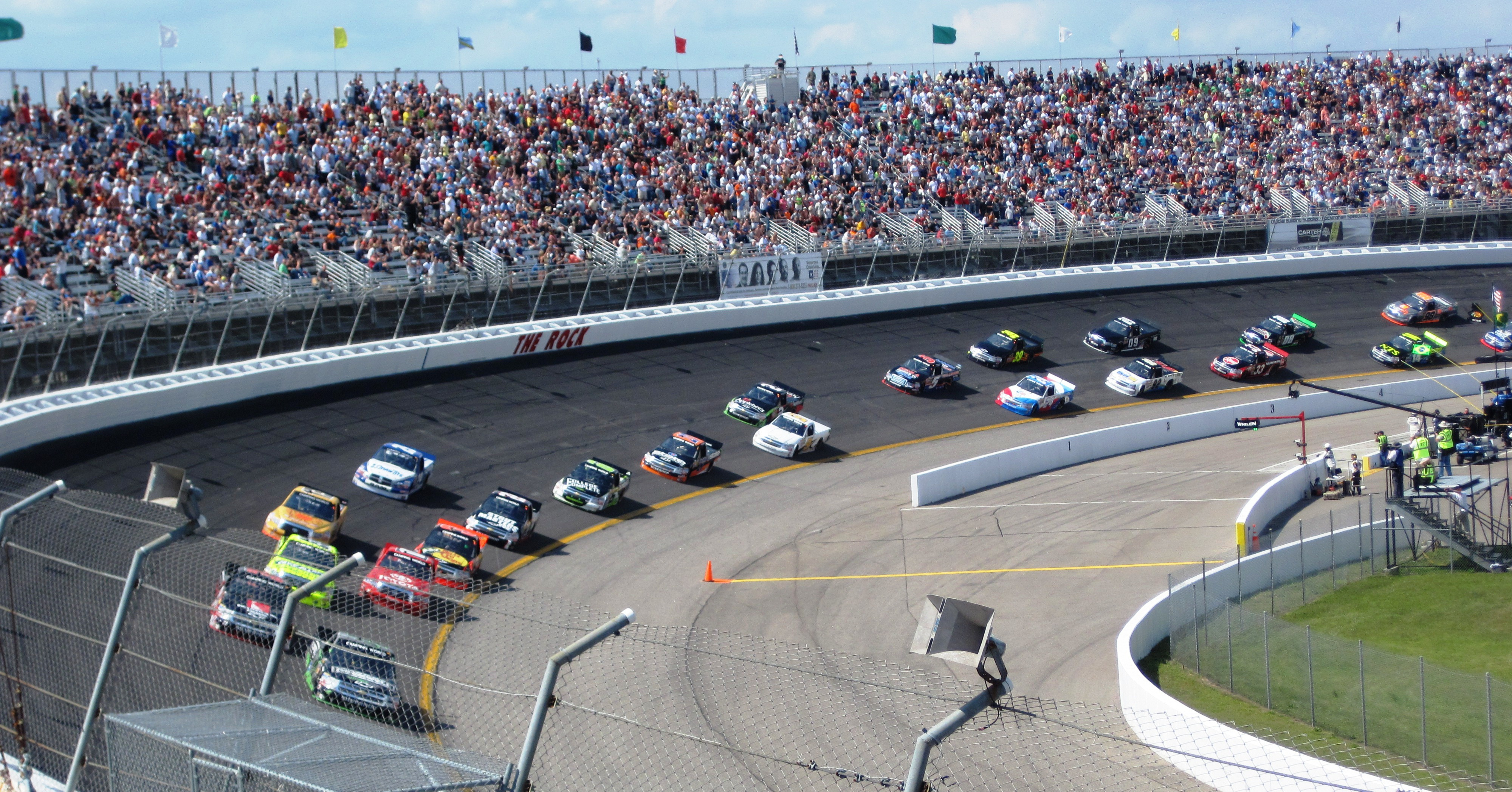
Tor wyścigowy Rockingham Speedway

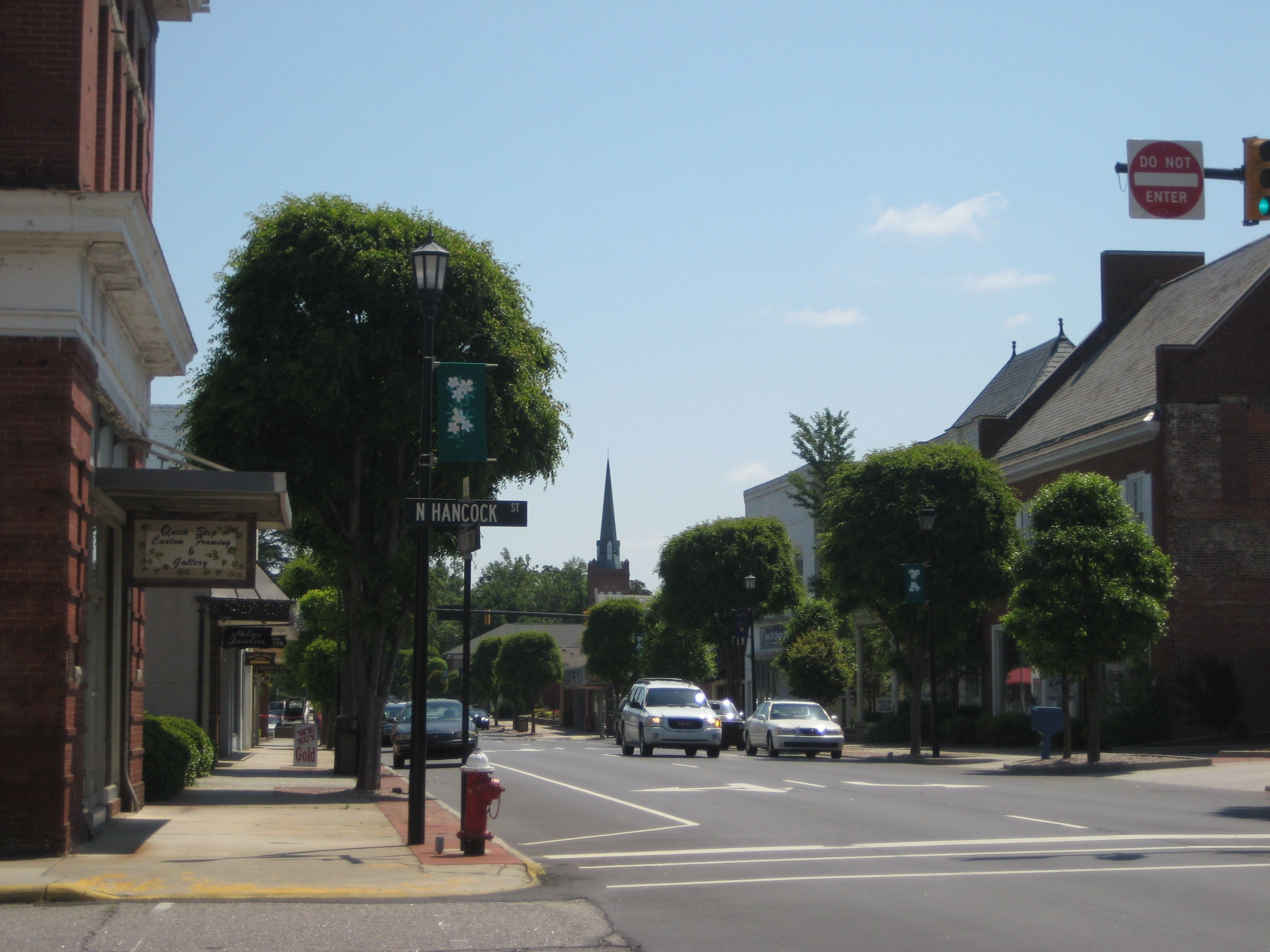
Śródmieście Rockingham

Rockingham – miasto w Stanach Zjednoczonych, w stanie Karolina Północna, w hrabstwie Richmond. Według spisu w 2020 roku liczy 9243 mieszkańców. Około jednej trzeciej stanowią Afroamerykanie.